# Chaos Theory (ER)
Chaos Theory is de eerste aflevering van het negende seizoen van de televisieserie ER, die voor het eerst werd uitgezonden op 26 september 2002.

## Verhaal
Deze aflevering is het vervolg op Lockdown van seizoen 8.
Als de CDC bevestigt dat de pokken uitbraak een mutatie is van een pokken epidemie uit Kongo krijgt het ziekenhuis de order om het hele ziekenhuisgebouw te evacueren. Dr. Carter, Lockhart, dr. Pratt, dr. Jing-Mei en patiënt Stan moeten helaas in het ziekenhuis blijven omdat zij in quarantaine moeten blijven. 
Dr. Weaver regelt met de hulp van Gallant de evacuatie buiten het ziekenhuis. Op het dak op het helikopterplatform zijn dr. Kovac, dr. Lewis en dr. Romano met elkaar in gevecht over welk patiënt het eerst in de helikopter vervoerd wordt. Tijdens de ruzie maakt dr. Romano een verkeerde beweging naar de helikopter toe, dit resulteert in een armamputatie bij hem door een rotorblad. Dr. Kovac en dr. Lewis proberen dr. Romano te stabiliseren, en zijn nu genoodzaakt om de gewonde dr. Romano terug in het ziekenhuis te brengen. Aangekomen in de operatiekamer krijgen zij hulp van dr. Pratt en dr. Jing-Mei en vechten met zijn allen voor het leven van dr. Romano. Dr. Lewis blijft achter op het dak met een patiënt, ondanks haar verwoede pogingen om het te redden overleefd de patiënt het niet. Ondertussen arriveert dr. Anspaugh ook in operatiekamer en probeert de arm weer terug te zetten bij dr. Romano. 
Twee weken later wordt het ziekenhuis weer vrijgeven nadat het gevaar van de pokken is geweken. 
Dr. Corday is ondertussen teruggekeerd naar Engeland om bij haar vader in het ziekenhuis te werken. Zij komt er al snel achter dat zij een Amerikaanse manier van werken heeft aangeleerd en botst al snel met haar nieuwe collega's. Dit doet haar al snel besluiten dat Amerika haar nieuwe land is en besluit terug te keren naar Chicago.

## Rolverdeling

### Hoofdrollen
- Noah Wyle - Dr. John Carter
- Laura Innes - Dr. Kerry Weaver
- Mekhi Phifer - Dr. Gregory Pratt
- Alex Kingston - Dr. Elizabeth Corday
- Paul Freeman - Dr. Charles Corday
- Judy Parfitt - Isabelle Corday
- Paul McCrane - Dr. Robert Romano
- Goran Višnjić - Dr. Luka Kovac
- Sherry Stringfield - Dr. Susan Lewis
- Ming-Na - Dr. Jing-Mei Chen
- Christopher Grove - Dr. Marty Kline
- John Aylward - Dr. Donald Anspaugh
- Maura Tierney - verpleegster Abby Lockhart
- Laura Cerón - verpleegster Chuny Marquez
- Deezer D - verpleger Malik McGrath
- Dinah Lenney - verpleegster Shirley
- Lily Mariye - verpleegster Lily Jarvik
- Montae Russell - ambulancemedewerker Dwight Zadro
- Sharif Atkins - Michael Gallant
- Troy Evans - Frank Martin
- Demetrius Navarro - Morales

### Gastrollen (selectie)
- Paul Hipp - Craig Turner
- Harrison Page - Stan
- Diane Delano - Stella Willis
- Dee Freeman - Dr. Lutz
- Jim Piddock - Dr. Earl Whitehead
- David Allen Brooks - Dr. Gunn
- Michael Muhney - Colin Prentice
- Heidi Swedberg - Robin Turner
- B.J. Ward - verpleegster van dr. Romano
- Perry Anzilotti - Perry
- Allen Bloomfield - Marty
- Miranda Kwok - Kristen Shoop